# Campeonato Acreano 2012
In 2012 werd het 83ste Campeonato Acreano gespeeld voor clubs uit de Braziliaanse staat Acre. De competitie werd georganiseerd door de Federação de Futebol do Estado do Acre en werd gespeeld van 10 maart tot 3 juli. Omdat ADESG zich vrijwillig uit de competitie had teruggetrokken werd de degradatie van Independência van vorig seizoen ongedaan gemaakt. Rio Branco werd kampioen.

## Eerste fase
| Plaats | Club              | Wed. | W  | G | V  | Saldo | Ptn. |
| ------ | ----------------- | ---- | -- | - | -- | ----- | ---- |
| 1.     | Rio Branco        | 14   | 10 | 4 | 0  | 48:20 | 34   |
| 2.     | Independência     | 14   | 7  | 4 | 3  | 22:20 | 25   |
| 3.     | Atlético          | 14   | 7  | 3 | 4  | 28:20 | 24   |
| 4.     | Plácido de Castro | 14   | 6  | 2 | 6  | 19:24 | 20   |
| 5.     | Juventus          | 14   | 5  | 5 | 4  | 29:22 | 20   |
| 6.     | Andirá            | 14   | 5  | 1 | 8  | 23:35 | 16   |
| 7.     | Náuas             | 13   | 3  | 3 | 7  | 18:22 | 12   |
| 8.     | Alto Acre         | 13   | 1  | 0 | 12 | 11:35 | 3    |

|  | Geplaatst voor tweede fase |
|  | Degradatie                 |

## Tweede fase
|  | Halve finale      | Halve finale | Halve finale |   |          | Finale | Finale | Finale |
|  |                   |              |              |   |          |        |        |        |
|  | Atlético          | 2            | 1            |   |          |        |        |        |
|  | Independência     | 2            | 0            |   |          |        |        |        |
|  | Independência     | 2            | 0            |   | Atlético | 2      | 3      |        |
|  |                   |              |              |   | Atlético | 2      | 3      |        |
|  |                   | Rio Branco   | 4            | 4 |          |        |        |        |
|  | Plácido de Castro | Rio Branco   | 4            | 4 | 1        | 1      |        |        |
|  | Plácido de Castro |              |              |   | 1        | 1      |        |        |
|  | Rio Branco        | 2            | 2            |   |          |        |        |        |

### Kampioen
| Campeonato Acreano de 2012      |
| Acre                            |
| ------------------------------- |
| RIO BRANCO Kampioen (43° titel) |